# Modelo de Vistas de Arquitectura 4+1

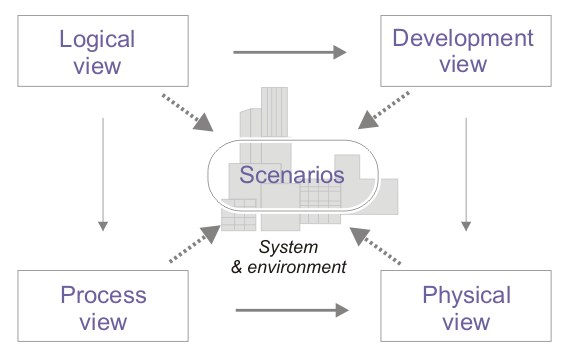
Ilustración del Modelo de Vistas de Arquitectura 4+1

4+1 es un modelo diseñado por Philippe Kruchten para "describir la arquitectura de sistemas software, basado en el uso de múltiples vistas concurrentes".
 Las vistas suelen describir el sistema desde el punto de vista de diferentes interesados, tales como usuarios finales, desarrolladores o directores de proyecto. Las cuatro vistas del modelo son: vista lógica, vista de desarrollo, vista de proceso y vista física. Además, una selección de casos de uso o escenarios suele utilizarse para ilustrar la arquitectura sirviendo como una vista más. Por ello el modelo contiene 4+1 vistas:
- Vista lógica: La vista lógica está enfocada en describir la estructura y funcionalidad del sistema. Los diagramas UML que se utilizan para representar esta vista son los Diagrama de Clase, Diagrama de Comunicación.[3]

- Vista de desarrollo: La vista de desarrollo ilustra el sistema de la perspectiva del programador y está enfocado en la administración de los artefactos de software. Esta vista también se conoce como vista de implementación. Utiliza el Diagrama de Componentes UML para describir los componentes de sistema. Otro diagrama UML que se utiliza en la vista de desarrollo es el Diagrama de Paquetes.[3]

- Vista de proceso: La vista de proceso trata los aspectos dinámicos del sistema, explica los procesos de sistema y cómo se comunican. Se enfoca en el comportamiento del sistema en tiempo de ejecución. La vista considera aspectos de concurrencia, distribución, rendimiento, escalabilidad, etc. En UML se utiliza el Diagrama de Actividad o Diagrama de Secuencia para representar esta vista.[3]

- Vista física: La vista física describe el sistema desde el punto de vista de un ingeniero de sistemas.  Está relacionada con la topología de componentes de software en la capa física, así como las conexiones físicas entre estos componentes. Esta vista también se conoce como vista de despliegue. En UML se utiliza el Diagrama de Despliegue para representar esta vista.[3]

- Escenarios: La descripción de la arquitectura se ilustra utilizando un conjunto de casos de uso, o escenarios lo que genera una quinta vista. Los escenarios describen secuencias de interacciones entre objetos, y entre procesos. Se utilizan para identificar y validar el diseño de arquitectura.  Esta vista es también conocida como vista de casos de uso.